# Robert Rius i Lanolier
Robert Rius i Lanolier (Castellrosselló, poble agregat a Perpinyà, 25 de febrer de 1914 - Fontainebleau, 21 de juliol de 1944) fou un escriptor i poeta català, vinculat al surrealisme i afusellat per unir-se al maquis.
Nascut dins d'una família de militars, Raül Rius, pare de Robert, disposava de finques dedicades a la vinya. La família del pare de la seva mare, Rosine Lanolier, era originària de Narbona. Anys després de la mort del seu marit, Rosine es va casar de nou, i va tenir dues filles d'aquest segon matrimoni: Lluïsa Maria i Helena Blanc.
Robert Rius anà a escola amb els jesuïtes de Sant Lluís Gonçaga, però en fou expulsat el 1928 per insolència, i també acabà expulsat de tots els liceus on va anar a estudiar.
Igual com alguns amics seus com ara Charles Trenet i Henry Espinouze (el futur pintor surrealista Espinoza), Rius començà a treballar com a periodista al Coq Catalan, setmanari satíric fundat i dirigit per Albert Bausil. El 1932, tots tres s'establiren a París, i Rius esdevingué cartellista de l'editor Armand Colin.
A partir de 1937, Rius va començar a relacionar-se amb André Breton qui l'ajudà en la realització de l’Anthologie de l'Humour noir i a la Galerie Gradiva; fins a 1940, tots dos es veien gairebé cada dia. Rius també tenia amistat amb pintors com ara Yves Tanguy, Victor Brauner, Roberto Matta, Jacques Hérold, Remedios Varo o Esteban Francès amb els quals compartia també les seves simpaties polítiques trotskistes. Fou aleshores que, juntament amb Breton, Benjamin Péret i Varo, inventà el joc surrealista anomenat El joc del dibuix comunicat, que practicaven als cafès o al taller de Tanguy. Rius va passar l'estiu  de 1939 a Chemillieux.
Apassionat per les papallones i per Ramon Llull, va publicar el maig de 1940, el recull Frappe de l'Echo, il·lustrat per Victor Brauner.
El juny de 1940, poc després de l'ocupació alemanya de França que donaria origen al Govern de Vichy, Rius va traslladar-se a Perpinyà i, després, a Canet, on va organitzar l'estada dels surrealistes; va fer també alguns viatges a Marsella per mirar d'ajudar els seus amics. A la tardor, va decidir quedar-se a França i tornà a París on serà un dels fundadors de la revista semi-clandestina La Main à plume, la redacció de la qual girava al voltant de Benjamin Péret. El maig de 1941, va sortir-ne un primer número anònim; el mes següent, Rius va casar-se amb Laurence Iché, la filla gran de René Iché, amb la qual tindrà una filla Aurélia, que, però, va morir el 4 d'agost de 1943.
Compromès amb grups armats de la Resistència francesa després de 1942, va publicar esporàdicament:
- Essai d'un dictionnaire exact de la langue française,
- Serrures en friches,
- Picasso - amb Chabrun -

El setembre de 1943, va unir-se als maquis de Miélan, al de Villebéon el febrer del 1944 i, finalment, al d'Achères-la-Forêt a partir de juny. Detingut arran d'una denúncia el 4 de juliol de 1944, Robert Rius fou empresonat a Fontainebleau on, malgrat les tortures, no va confessar. Al final, el 21 de juliol va ser executat a la plana de Chanfroy juntament amb els seus amics Jean Simonpoli, director dels Cahiers de poésie i Marco Ménégoz, jove poeta normand eixit dels Feuillets de 81.